# Barby (Germania)
Barby (fino al 1º gennaio 2010: Barby (Elbe)) è una città di 8 129 abitanti del Land della Sassonia-Anhalt, in Germania.
Appartiene al circondario del Salzland.

## Storia
Il 1º gennaio 2010 ha inglobato i comuni soppressi di Groß Rosenburg, Breitenhagen, Glinde, Lödderitz, Pömmelte, Sachsendorf, Tornitz, Wespen e Zuchau.